# Два центи (Австралія)
Два центи Австралії — монети Австралії номіналом два центи, що були в обігу з 14 лютого 1966 по 1992 рік та були вилучені разом з одним центом, але залишаються законним платіжним засобом при певних умовах.

## Історія
Після переходу Австралії на десяткову платіжну систему, у 1966 році викарбувані перші монети номіналом у два центи Королівським австралійським монетним двором тиражем 145,2 млн, Мельбурнським монетним двором — 66,6 млн та Монетним двором Перта — 217,7 млн. Це рік з найбільшим випуском монет номіналом у два центи. У 1981 році монети були виготовлені також Королівським монетним двором (Лантрисант, Уельс) тиражем 70,8 млн. У 1986 та 1987 роках карбування монет не відбувалося. Осатаній випуск монет відбувся 1989 року Королівським австралійським монетним двором тиражем 124,5 млн.
Монети випускалася з бронзи (97 % мідь, 2,5 % цинк, 0,5 % олово).
21 серпня 1990 році було оголошено скарбником про припинення карбувань одно- та двоцентових монет, у зв'язку втрати реальної купівельної спроможності внаслідок інфляції та вартості цих монет. Монети були вилучені з обміну в лютому 1992 році, але продовжували бути законним платіжним засобом. Вилучені монети переплавлені для створення медалей для Літніх Олімпійських ігор 2000 в Сіднеї.
Два центи випускалися у наборах монетних дворів 1986, 1991, 2006, 2010 та 2016 роках.

## Опис
Аверс
Зображений портрет королеви Єлизавета II у профілі. Дизайнером монет з 1966 по 1984 рік був Арнольд Мачин, з 1985 по 1992 — Рафаель Маклауф. Збоку, зліва на право, маркування «ELIZABETH II AUSTRALIA» та рік випуску.
Реверс
У центрі зображення плащоносної ящірки, а лівіше від центру напис «2», біля лівої лапи — «SD». Дизайнер — Стюарт Девлін.
Кожен монетний двір з 1966 по 1984 рік випускав монети з дещо видозміненими кігтями ящірки на реверсі (Королівський австралійський монетний двір — без притуплених кігтів, Мельбурнський монетний двір — притуплений другий кіготь на правій лапі, Монетний двір Перта — притуплений перший кіготь на лівій лапі).